# إنترلوكين 11
إنترلوكين 11 ينتج بشكل كبير من خلايا نقي العظم و الأرومات الليفية و يعمل كعامل نمو للخلايا الدموية، حيث يحرض إنتاج الصفيحات و نمو وتمايز خلايا نقي العظم إلى بالعات كبيرة.
يعتبر السبب الأساسي لاستخدام IL-11 علاجيا ً هو قدرته على تحريض اصطناع الصفيحات، حيث يمكن لتعداد الصفيحات أن ينخفض بشدة في بعض الحالات المرضية وعند المرضى الذين يتلقون علاجا ً كيماويا ً للسرطان. يتم تصنيع IL-11 بتقنية ال DNA المأشوب باستخدام جراثيم إشريكية قولونية.